# Nicolas Castro
Pour les articles homonymes, voir Castro et Nicolás Castro (football).
Nicolas Castro est un scénariste et réalisateur français.

## Biographie
Nicolas Castro est né le 11 décembre 1973. 
Après plusieurs expériences dans l'audiovisuel, Nicolas Castro passe en 2004 à l'écriture et la réalisation de documentaires pour la télévision (Canal+, Paris Première, TPS Cinéma, Ciné Classics…) : Michel Rocas le roi du nanar, L'Âge d'or du X, Du rififi chez les Barbouzes, Mon curé chez les bidasses, Jean-Loup Dabadie et les choses de sa vie.
En 2007, Nicolas Castro amorce un virage avec des films mêlant archives et fiction comme Brigitte et moi, Dossier Karamel ou Je hais les années 80. En 2010, il écrit et réalise son premier court métrage, Je n’ai pas changé, diffusé sur France 2. 
En 2011, il développe son premier scénario de long métrage, Des lendemains qui chantent, avec Kare Productions, et il écrit pour la série En famille (M6), produite par Noon Productions.
En 2013, il réalise son premier long métrage, Des lendemains qui chantent, produit par Antoine Rein, Fabrice Goldstein et Caroline Adrian. 
Nicolas Castro se consacre ensuite à Alphonse Président, série produite par Tatiana Maksimenko et Simone Harari-Baulieu dont il est le créateur, l'auteur principal et le réalisateur. Les deux premières saisons sont diffusées sur OCS en 2017 et 2019.

## Filmographie

### Cinéma
- 2007 : Brigitte et moi (moyen métrage)[1]
- 2010 : Je n'ai pas changé (court métrage)
- 2014 : Des lendemains qui chantent

### Télévision
- 2005 : Michel Rocas, le roi du nanar (coréalisateur : Laurent Preyale)
- 2006 : L'Âge d'or du X (coréalisateur : Laurent Preyale)
- 2007 : Du rififi chez les Barbouzes (coréalisateur : Laurent Preyale)
- 2007 : Mon curé chez les bidasses (coréalisateur : Laurent Preyale)
- 2008 : Jean-Loup Dabadie ou les choses de sa vie
- 2008 : Les écrivains de cinéma
- 2009 : Dossier Karamel - Mort étrange d'une call-girl
- 2010 : Je hais les années 80
- 2016 : Alphonse Président - saison 1
- 2018 : Alphonse Président - saison 2